# Michael Hayes (catch)
Pour les articles homonymes, voir Michael Hayes et Hayes.
Michael Seitz (né le 29 mars 1959 à Marietta, Géorgie) est un catcheur américain plus connu sous le nom de ring de Michael Hayes. Il est principalement connu pour avoir été le leader des Fabulous Freebirds et est un agent de la World Wrestling Entertainment. 